# Les Illuminations (Britten)
Les Illuminations (Las Iluminaciones), Op. 18, es un ciclo de canciones del compositor inglés Benjamin Britten, interpretado por primera vez en el año de 1940. Está compuesto para soprano o tenor solista y orquesta de cuerdas.

La letra del ciclo fue tomada de los poemas en verso y prosa de Arthur Rimbaud, de su colección Les Illuminations (Las Iluminaciones) (1872-1873).

## Historia
Britten estaba profundamente afectado por la intensidad emocional de estos poemas y decidió ponerles la música tan pronto como él los había terminado de leer. La soprano Sophie Wyss recordó: 

Estaba tan lleno de esta poesía; él simplemente no podía dejar de hablar de ello, sospecho que debe haber visto una copia de la obra de Rimbaud mientras se hospedaba recientemente con [W.H.] Auden en Birmingham".

Britten empezó a escribir el ciclo en Suffolk (Inglaterra) en marzo de 1939 y lo completó unos meses después en Amityville, Long Island (Estados Unidos) cuando vivía exiliado por la Segunda Guerra Mundial en este país a los 25 años. Fue el primero de sus ciclos de canciones en ganar gran popularidad . El ciclo fue escrito originalmente para soprano; El biógrafo de Britten, David Matthews, comenta que el trabajo es "mucho más sensual cuando cantada por la voz de soprano para el que fueron concebidas las canciones". A pesar de eso la obra puede ser cantada por un tenor, como ocurre más frecuentemente: Britten dirigió la obra con su pareja Peter Pears como solista en dos años después de su estreno.
La primera interpretación del ciclo fue el 30 de enero de 1940 en el Aeolian Hall de Londres, por Sophie Wyss, a quien está dedicado el ciclo - aunque hay dedicatorias para cada una de las secciones. En esta ocasión, Boyd Neel dirigió la orquesta de cuerdas.

## Estructura
La obra dura alrededor de 21 minutos. Está constituida por nueve movimientos:
- 1. Fanfare - Maestoso. Largamente
- 2. Villes - Allegro energico
- 3a y 3b. Phrase y Antique - Lento ed estatico  y Allegretto, un poco mosso
- 4. Royauté - Allegro maestoso
- 5. Marine - Allegro con brio
- 6. Interlude - Moderato ma comodo
- 7. Being beauteous - Lento ma comodo
- 8. Parade - Alla marcia
- 9. Départ - Largo mesto. Largamente.

La obra comienza con una sola frase, tomada del poema Parade, "J'ai seul la clef de cette desfile sauvage" ("Sólo yo tengo la clave de esta parada salvaje") . Aparentemente, Britten toma esto como que solo el artista, observando el mundo con desapego, puede dar sentido al "desfile salvaje" que es la vida humana . La sentencia se canta tres veces durante el ciclo.
Otros tres poemas en prosa fueron descartados. Estos serían: "Aube", "Conte" y "À une Raison".

## Texto
El texto de Les Illuminations está escrito en francés.
| Nombre del movimiento | Texto en francés | Texto en español |
| --------------------- | --- | --- |
| 1. Fanfare            | J'ai seul la clef de cette parade sauvage. | Solo yo tengo la clave de este desfile salvaje. |
| 2. Villes             | Ce sont des villes! C'est un peuple pour qui se sont montés ces Alleghanys et ces Libans de rêve! Des chalets de cristal et de bois se meuvent sur des rails et des poulies invisibles. Les vieux cratères ceints de colosses et de palmiers de cuivre rugissent mélodieusement dans les feux…Des cortèges de Mabs en robes rousses, opalines, montent des ravines. Là-haut, les pieds dans la cascade et les ronces, les cerfs tettent Diane. Les Bacchantes des banlieues sanglotent et la lune brûle et hurle. Vénus entre dans les cavernes des forgerons et des ermites. Des groupes de beffrois chantent les idées des peuples. Des châteaux bâtis en os sort la musique inconnue…Le paradis des orages s'effondre…Les sauvages dansent sans cesse la fête de la nuit… Quels bons bras, quelle belle heure me rendront cette région d'où viennent mes sommeils et mes moindres mouvements?            | ¡Son ciudades! ¡Un pueblo para el que se levantaron esos Alleghanys y esos Líbanos de ensueño! Chalés de cristal y madera que se mueven sobre raíles y poleas invisibles. Los viejos cráteres ceñidos por colosos y palmeras de cobre rugen melodiosamente entre las llamas... Cortejos de Mabs con atuendos rojos, opalinos, ascienden los barrancos. Arriba, con las patas en la cascada y las zarzas, los ciervos maman de Diana. Las Bacantes de los suburbios sollozan y la luna arde y aúlla. Venus entra en las cavernas de los herreros y los ermitaños. Grupos de campanarios cantan las ideas de los pueblos. Desde castillos construidos con huesos sale la música desconocida... El paraíso de las tormentas se derrumba. Los salvajes bailan sin cesar la fiesta de la noche. ¿Qué brazos bondadosos, qué hermosa hora me devolverán a esta región de donde vienen mis sueños y mis menores movimientos? |
| 3a. Phrase            | J'ai tendu des cordes de clocher à clocher; des guirlandes de fenêtre à fenêtre; des chaînes d'or d'étoile à étoile, et je danse. | He tendido cuerdas de campanario a campanario; guirnaldas de ventana a ventana; cadenas de oro de estrella a estrella, y bailo. |
| 3b. Antique           | Gracieux fils de Pan! Autour de ton front couronné de fleurettes et de baies, tes yeux, des boules précieuses, remuent. Tachées de lies brunes, tes joues se creusent. Tes crocs luisent. Ta poitrine ressemble à une cithare, des tintements circulent dans tes bras blonds. Ton cœur bat dans ce ventre où dort le double sexe. Promène-toi, la nuit, en mouvant doucement cette cuisse, cette seconde cuisse et cette jambe de gauche. | ¡Gentil hijo de Pan! En torno a tu frente coronada de florecillas y de bayas, tus ojos, bolas preciosas, se agitan. Manchadas de heces pardas, tus mejillas se hunden. Relucen tus colmillos. Tu pecho parece una cítara, circulan tintineos por tus brazos rubios. Tu corazón late en ese vientre donde duerme el doble sexo. Paséate, de noche, moviendo suavemente ese muslo, ese segundo muslo y esa pierna izquierda. |
| 4. Royauté            | Un beau matin, chez un peuple fort doux, un homme et une femme superbes criaient sur la place publique: "Mes amis, je veux qu'elle soit reine!" "Je veux être reine!" Elle riait et tremblait. Il parlait aux amis de révélation, d'épreuve terminée. Ils se pâmaient l'un contre l'autre. En effet ils furent rois toute une matinée où les tentures carminées se relevèrent sur les maisons, et toute l'après-midi, où ils s'avancèrent du côté des jardins de palmes. | Una hermosa mañana, en un pueblo muy amable, un hombre y una mujer extraordinarios gritaban en la plaza pública. "¡Amigos míos, quiero que ella sea reina!" "Quiero ser reina". Ella reía y temblaba. Él hablaba a los amigos de revelación, de prueba terminada. Caían extasiados el uno junto el otro. De hecho fueron reyes toda una mañana en que las colgaduras carmesíes se desplegaron en las casas, y toda la tarde, en que juntos avanzaron por los jardines de palmas. |
| 5. Marine             | Les chars d'argent et de cuivre— Les proues d'acier et d'argent— Battent l'écume,— Soulèvent les souches des ronces. Les courants de la lande, Et les ornières immenses du reflux, Filent circulairement vers l'est, Vers les piliers de la forêt, Vers les fûts de la jetée, Dont l'angle est heurté par des tourbillons de lumière. | Los carruajes de plata y de cobre, Las proas de acero y de plata, Baten la espuma, Levantan las cepas de las zarzas. Las corrientes del páramo Y las roderas inmensas del reflujo Fluyen circularmente hacia el este, Hacia los pilares del bosque, Hacia los fustes de la escollera, Cuya esquina golpean torbellinos de luz. |
| 6. Interlude          | J'ai seul la clef de cette parade sauvage. | Solo yo tengo la clave de esta parada salvaje. |
| 7. Being Beauteous    | Devant une neige un Être de Beauté de haute taille. Des sifflements de morts et des cercles de musique sourde font monter, s'élargir et trembler comme un spectre ce corps adoré: des blessures écarlates et noires éclatent dans les chairs superbes. Les couleurs propres de la vie se foncent, dansent, et se dégagent autour de la Vision, sur le chantier. Et les frissons s'élèvent et grondent, et la saveur forcenée de ces effets se chargeant avec les sifflements mortels et les rauques musiques que le monde, loin derrière nous, lance sur notre mère de beauté, —elle recule, elle se dresse. Oh! nos os sont revêtus d'un nouveau corps amoureux. O la face cendrée, l'écusson de crin, les bras de cristal! Le canon sur lequel je dois m'abattre à travers la mêlée des arbres et de l'air léger!                                                                                         | Ante una nevada, un Ser de Belleza de elevada estatura. Silbidos de muerte y círculos de música sorda hacen subir, ensancharse y temblar como un espectro a este cuerpo adorado; heridas escarlatas y negras estallan en las carnes magníficas. Los colores propios de la vida se oscurecen, danzan, y se disipan en torno a la Visión, en el taller. Y los escalofríos se levantan y gruñen, y el furioso sabor de estos efectos cargándose de los silbidos mortales y las roncas músicas que el mundo, allá lejos tras nosotros, lanza sobre nuestra madre de belleza, ella retrocede, se yergue. ¡Oh!, nuestros huesos se han revestido de un nuevo cuerpo enamorado. ¡Oh la faz cenicienta, el escudo de crin, los brazos de cristal! ¡El cañón sobre el que debo arrojarme por entre la maraña de árboles y el aire leve!                                                                                        |
| 8. Parade             | Des drôles très solides. Plusieurs ont exploité vos mondes. Sans besoins, et peu pressés de mettre en œuvre leurs brillantes facultés et leur expérience de vos consciences. Quels hommes mûrs! Des yeux hébétés à la façon de la nuit d'été, rouges et noirs, tricolorés, d'acier piqué d'étoiles d'or; des facies déformés, plombés, blêmis, incendiés; des enrouements folâtres! La démarche cruelle des oripeaux! Il y a quelques jeunes… O le plus violent Paradis de la grimace enragée!…Chinois, Hottentots, bohémiens, niais, hyènes, Molochs, vieilles démences, démons sinistres, ils mêlent les tours populaires, maternels, avec les poses et les tendresses bestiales. Ils interpréteraient des pièces nouvelles et des chansons "bonnes filles." Maîtres jongleurs, ils transforment le lieu et les personnes et usent de la comédie magnétique… (J'ai seul la clef de cette parade sauvage.) | Robustísimos bribones. Muchos han explotado vuestros mundos. Sin necesidades, y poco dispuestos a poner en práctica sus brillantes talentos y su experiencia de vuestras conciencias. ¡Qué hombres tan maduros! ¡Ojos alelados a la manera de la noche de estío, rojos y negros, tricolores, de acero punteado por estrellas de oro; semblantes deformes, plomizos, lívidos, incendiados; alocadas voces roncas! ¡El andar cruel de los oropeles! - Hay algunos jóvenes -... ¡Oh el más violento Paraíso de la mueca rabiosa!... Chinos, hotentotes, zíngaros, necios, hienas, Molocs, viejas demencias, demonios siniestros, mezclan giros populares, maternales, con poses y ternuras bestiales. Interpretarían piezas nuevas y canciones para "señoritas" (picantes). Expertos juglares, transforman el lugar y las personas y utilizan la comedia magnética... (Solo yo tengo la clave de esta parada salvaje.)   |
| 9. Départ             | Assez vu. La vision s'est rencontrée à tous les airs. Assez eu. Rumeurs de villes, le soir, et au soleil, et toujours. Assez connu. Les arrêts de la vie. O Rumeurs et Visions! Départ dans l'affections et le bruit neufs! | Visto lo suficiente. La visión se ha vuelto a encontrar en todos los aires. Tenido lo suficiente. Rumores de las ciudades, al anochecer, y al sol, y siempre. Conocido lo suficiente. Los parones de la vida. - ¡Oh Rumores y Visiones! ¡Partida hacia el afecto y el ruido nuevos! |

## Interpretación
En una carta a Wyss, con explicaciones y sugerencias sobre cómo interpretar la obra, reconoce el compositor que:

(...)es difícil describir su carácter (...) pues cualquier cosa relacionada con Rimbaud tiene necesariamente que ser enigmática, pero en líneas generales la idea es esta: Les Illuminations, tal como yo la entiendo, son las visiones del cielo que le han sido concedidas al poeta, y espero que al compositor. No quiero, por supuesto, decir -continúa- que las visiones sean realmente del cielo sino más bien de los aspectos celestiales de los individuos (...); la pista de la obra (...) se encuentra en la última línea de Parade: 'J'ai seul la clef de cette parade sauvage"»... Sólo yo tengo la clave de esta parada salvaje. La frase se encuentra no solamente ahí, inmediatamente antes de la conclusiva y serena "Départ"; también, y en el mismo contexto armónico (una superposición de dos acordes mayores a distancia de trítono), en la "Fanfarre" que sirve de obertura y al final del "Interlude" orquestal, donde debe ser suavemente entonada pero, según pedía Britten, «dándole la mayor importancia posible», sin que pierda «su carácter heráldico».

Según José Oplustil, Les Illuminations:

marcó la emancipación definitiva de Britten de la canción británica de su época y una expansión de las sonoridades que ya había explorado en las cuerdas. A la vez presentó un cuadro erótico más completo y complejo enfocado en un personaje que, inevitablemente confundido, es el único que “tiene la clave de esta salvaje procesión”. Según el compositor, las nueve canciones del ciclo intentaron capturar aquellas visiones del cielo que se permitió el poeta, claro que de una manera igualmente simbólica, lo que desarrolló con una música colorida y cosmopolita que celebra el amor y evoca ciudades, paisajes y danzas de otras latitudes y otras épocas. La música no sólo refleja ambigüedad, confusión y excitación, sino que encapsula cierta victoria sobre aquel efecto distanciador del cuerpo que enfatizaba la educación británica de la clase media, sin importar que una canción estuviera dedicada a Scherchen y otra a Pears, la imaginería sexual directa o la búsqueda de una aventura nocturna en otras."

Paul Schiavo comenta que "típico de los escritos de Rimbaud, los versos presentan imágenes alucinatorias aparentemente extrañas y alusiones evocativas pero a menudo oscuras. La música de Britten ofrece una entrada útil a su extraño mundo." Esto coincide cuando se recuerda que el poeta, quien trabajó y vivió prácticamente de su instinto salvaje, escribió su producto literario antes de cumplir 20 años. El compositor Alfredo Aracil describe que "en su conjunto, Les Illuminations es una observación alucinada de la realidad, todo envuelto en complejas ambigüedades entre el optimismo y la confusión, paradójicamente a través de imágenes firmemente dibujadas por Rimbaud y potenciadas musicalmente por el compositor. Britten, sin duda, se sintió hondamente atraído por la radical emoción, entre nostálgica y bárbara, de los textos y encontró la música adecuada para crear la atmósfera de cada uno de ellos".
Britten estipuló que las "pausas entre movimientos deben ser lo más cortas en lo posible".